# 佐藤公久
佐藤 公久（さとう きみひさ、1937年（昭和12年）2月22日 - ）は日本の経済産業評論家。元三菱総合研究所常務、元日本大学商学部教授。株式会社システム ブレーン所属。千葉県成田市出身。

## 来歴
- 1959年、早稲田大学政治経済学部卒業後、(財)三菱経済研究所に入所。
- 1970年、(株)三菱総合研究所に移籍。取締役・社会開発部長・常務取締役・顧問・客員研究員、1996年に上席研究理事、1998年に顧問就任を経て、2002年、社友に就任し、2007年3月に定年退職。
- 「先見力こそ経営トップの最大の資源である。変化する、生きた現実の経済から実証的に得られたフレーム・ワークを持ち、幾つかの条件を加えて、自らの頭で構築する予測フレームとその実用術こそ必要である」と強調し、「経済評論家の意見を鵜呑みにしたのでは、正しい予測値を作り出すことはできない」と、今日まで一貫してその姿勢を貫き「佐藤式予測術」と評されるノウハウを体得する。
- 1999年から日本大学商学部教授を務めたが、2007年に定年退職。その後も同大学同学部非常勤講師として景気循環論・経済成長論・産業組織論・現代日本産業論を担当している。また専任教授時代には、同大学大学院商学研究科ビジネス・コースにて特殊講義（現代日本産業論）を兼担していた。

## 研究分野
- 理論経済学
- 経済政策

## 著書
- 『アジア・アフリカ文献調査報告:法律・政治・経済』アジア・アフリカ文献調査委員会、1964年。（共著）
- 『プラント業界』（教育社新書;産業界シリーズ;72）教育社:教育社出版サービス、1977年。
- 『プラント業界』（教育社新書;産業界シリーズ;326）教育社、1982年5月。
- 『プラント・エンジニアリング業界』（教育社新書;産業界シリーズ;512）教育社、1987年3月。
- 『未来予測の技術:1992年の日本と世界はこうなる』PHP研究所、1988年12月。
- 『企業破壊と創造:新しい企業行動戦略はこれだ』（三菱総研ブックス）ダイヤモンド社、1995年3月
- 『21世紀これからの10年伸びる産業はこれだ!:就職と起業家のための指針書:成長する理由と市場の大きさ』中経出版、2001年1月。
- 『日本の産業力地図:これからの10年!:将来性のある産業見込みのない産業』中経出版、2001年12月。